# ليندلي موراي
ليندلي موراي (بالإنجليزية: Lindley Murray)‏ هو لغوي وكاتب ومحامي أمريكي، ولد في 27 مارس 1745 في بنسيلفانيا في الولايات المتحدة، وتوفي في 16 فبراير 1826 في يورك في المملكة المتحدة.

## وصلات خارجية
- ليندلي موراي على موقع الموسوعة البريطانية (الإنجليزية)